# 工农团结西泡
工农团结西泡是一个位于中国黑龙江省绥化市的湖泊，面积约为1.31平方千米，属于东北平原。它的一级流域为黑龙江流域，二级流域为松花江水系。